# Bogurzynek
Bogurzynek – wieś sołecka w Polsce położona w województwie mazowieckim, w powiecie mławskim, w gminie Wiśniewo.
W latach 1975–1998 miejscowość administracyjnie należała do województwa ciechanowskiego. Według Narodowego Spisu Powszechnego Ludności i Mieszkań z 2011 wieś liczyła 332 mieszkańców. Sołtysem wsi od 2019 jest Katarzyna Szklarska.